# Salsa zíngara
La Salsa zíngara (en alemán Zigeunersauce) se trata de una salsa Demi glacé elaborada con tomate a la que se le añade una juliana mezcla de diversos elementos cárnicos como pueden ser la lengua escarlata, el jamón serrano, los champiñones y algunas trufas. Todo ello es acompañado de pimienta cayena. Se utiliza para platos que contienen carne de ternera y de ave. Muchos de los platos que poseen esta salsa como condimento se suelen denominar "a la Zíngara". 